# Kaipa
Kaipa is een Zweedse band uit de omgeving van Uppsala, die zich beweegt in de symfonische rock met invloeden uit de folkmuziek. De band is voornamelijk beïnvloed door Yes.
Kaipa ontstaat als Hans Lundin en Roine Stolt samen in één band terechtkomen: Ura Kaipa; later gewijzigd in Kaipa. Ze zijn aanvankelijk voornamelijk plaatselijk bekend. Als begin jaren 90 van de 20e eeuw het platenlabel Musea Records uit Metz, Frankrijk hun eerste albums op CD uitbrengt ontstaat er opnieuw belangstelling voor de band. Nu niet alleen in Zweden, maar ook in de rest van Europa. De band bestaat dan al jaren niet meer; Nattdjurstid was voorlopig hun laatste album. Roine Stolt werd in de jaren volgend op de release van die albums in heel Europa populair binnen de progessieve rock; eerst met zijn soloalbums, later via de band The Flower Kings.
In 2000 vonden Lundin en Stolt de tijd rijp voor een reünie en kwam de groep weer bij elkaar. De band neemt in een vernieuwde samenstelling drie albums op. Anno 2007 is Stolt weer vertrokken vanwege te drukke werkzaamheden met The Flower Kings en muzikale mennigsverschillen met Lundin. Alhoewel Stolt een grote vinger in de pap had bij de muziek van Kaipa, blijkt dat Lundin de uiteindelijke klank van Kaipa het sterkst bepaalde. Het album 'Angling Feelings' is opgenomen zonder Stolt, maar klinkt toch typisch Kaipa.

## Albums
- 1975: Kaipa
- 1976: Inget nytt under solen
- 1978: Solo
- 1980: Händer
- 1982: Nattdjurstid
- 1993: Stockholm Symphonie (liveopnamen uit 1974 en 1976 voor Tonkraft (Zweedse radio)
- 2002: Notes from the past
- 2003: Keyholder
- 2005: Mindrevolutions
- 2007: Angling Feelings
- 2010: In the wake of evolution
- 2012: Vittjar
- 2014: Sattyg
- 2017: Children of the sounds
- 2022: Urskog

De eerste drie albums zijn in 2005 als verzamelbox uitgebracht, samen met een aantal demo’s en liveopnamen; al eerder waren de studioalbums uitgegeven via eerdergenoemde Musea Records.